# Copris subdolus
Copris subdolus là một loài bọ cánh cứng trong họ Bọ hung (Scarabaeidae).